# Adolf Maislinger
Adolf (Adi) Maislinger (* 9. Dezember 1903 in München; † 26. April 1985 ebenda) war ein deutscher Kommunalpolitiker (KPD) und Widerstandskämpfer.

## Biografie

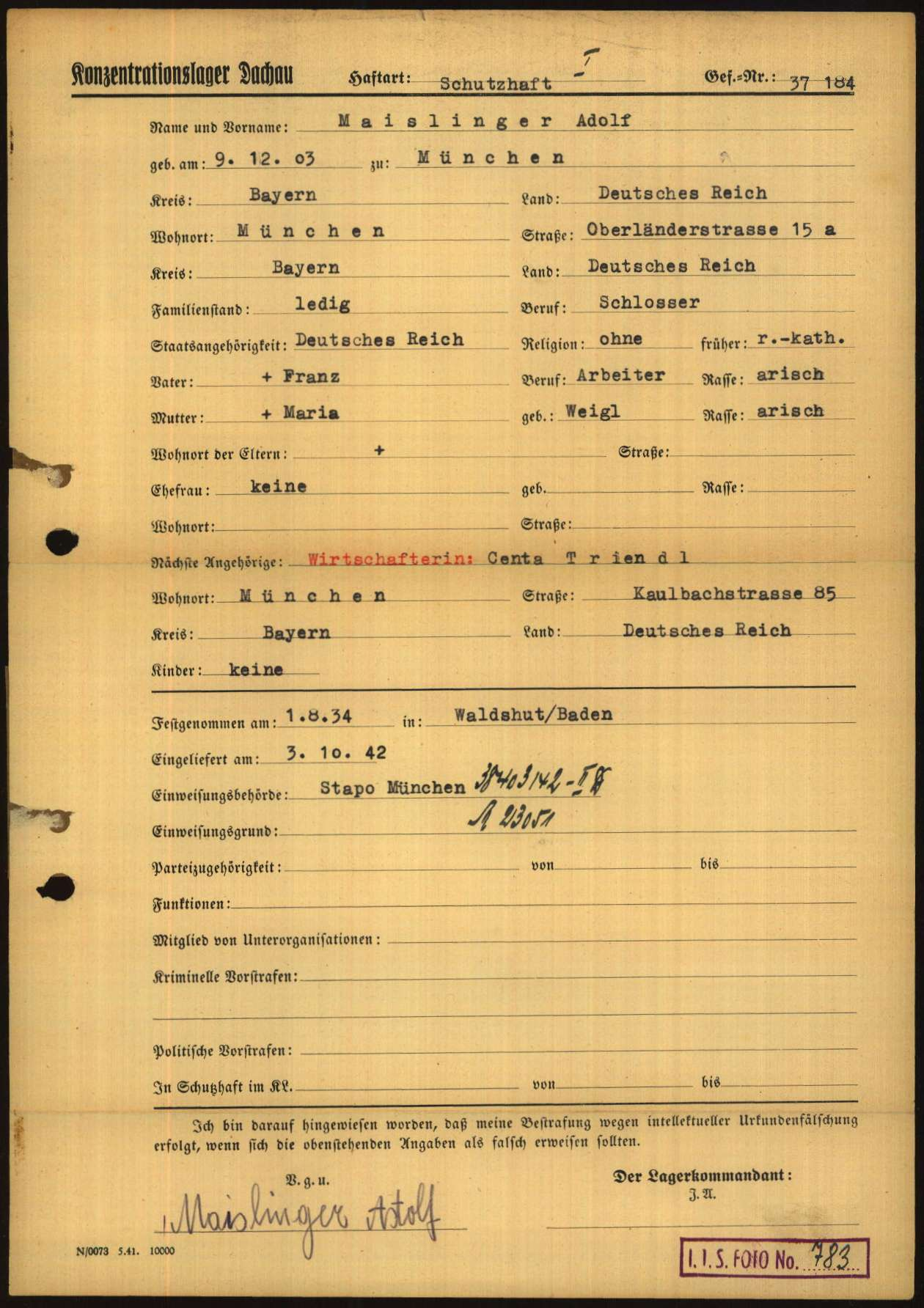
Anmeldeformular von Adolf Maislinger als Gefangener im nationalsozialistischen Konzentrationslager Dachau

Maislinger, aus einem sozialdemokratischen Elternhaus stammend, war von Beruf Maschinenschlosser. Er wurde Mitglied der Sozialistischen Arbeiterjugend (SAJ) und der Gewerkschaft. Er trat zunächst der SPD bei und wechselte von dort 1931 zur KPD. Anfang der 1930er Jahre war er an Straßenschlachten mit der SA beteiligt. Nach der Machtübernahme durch die Nationalsozialisten war er in der Illegalität unter dem Decknamen „Bertl“ als Kurier tätig. Maislinger floh in die Schweiz und kehrte 1934 auf Anordnung der KPD nach Deutschland zurück, wo er an der Grenze festgenommen wurde. Wegen „Vorbereitung zum Hochverrat“ wurde Maislinger 1935 zu acht Jahren Zuchthaus verurteilt. Am 8. September 1942 stellte die Gestapo einen Schutzhaftbefehl aus und kurze Zeit danach erfolgte seine Einlieferung in das Konzentrationslager Dachau. Münchner KP-Genossen verhalfen ihm zu einem Posten im Desinfektionskommando. Die mit dem Posten verbundene vergleichsweise große Bewegungsfreiheit ermöglichte ihm erneut im Lagerwiderstand tätig zu werden und Mithäftlinge zu retten.
Nach der Befreiung des KZ Dachau war Maislinger kurzzeitig Mitglied im ersten, von den amerikanischen Besatzungsbehörden eingesetzten Stadtrat von München. Im Spätsommer 1946 wurde er kurzzeitig ohne Begründung durch die amerikanischen Besatzungsbehörden inhaftiert. Nach seiner Haftentlassung heiratete er und war bis zu seiner Pensionierung als Beamter in München beschäftigt. Er war Mitglied der ÖTV und des VVN.
Maislinger engagierte sich in der Gedenkstätte des KZ Dachau und gab seine Erfahrungen an Gruppen der Aktion Sühnezeichen, der Gewerkschaftsjugend, aber auch gerne an Einheiten der Bundeswehr weiter. In München ist die „Adi-Maislinger-Straße“ nach ihm benannt.